# Jean-Bernard Mary-Lafon
Jean Bernard Marie Lafon dit Jean-Bernard Mary-Lafon, né le 26 mai 1810 à Lafrançaise et mort le 24 juin 1884 à Montauban, est un homme de lettres, historien, linguiste et dramaturge français, dont une partie de l’œuvre est consacrée à l’occitan et à la littérature occitane.

## Biographie
Fils de médecin, il s’installe à Paris en 1830 après des études supérieures et se consacre à l’écriture.
Membre de la Société nationale des antiquaires de France en 1836, il consacre plusieurs de ses ouvrages à l’histoire de sud de la France, à la langue et la culture occitane. Il est lauréat en 1841 du Prix Volney de l'Institut pour son Tableau historique et comparatif de la langue parlée dans le midi de la France et connue sous le nom de langue romano-provençale. Il est rédacteur du Journal de la langue française et des langues en général de 1837 à mars 1838.
Auteur d’une histoire de Montauban en 1862, il se fait le défenseur de plusieurs projets urbains dans cette ville : la création d’une avenue reliant Villenouvelle à Villebourbon via le pont Vieux (cette avenue porte aujourd’hui son nom) ; le projet du pont des Consuls.
En 1867, à 57 ans, il épouse Nancy Bonhomme de 20 ans sa cadette au château de Beauséjour près de Montauban.
En 1869 et 1871, il est candidat à l'Académie française.
Il meurt le 24 juin 1884 à Montauban. Ses obsèques ont lieu à l’église Saint-Jacques de Montauban ; il est enterré au cimetière du Père-Lachaise.

## Publications

### Histoire
- Tableau historique et comparatif de la langue parlée dans le Midi de la France et connue sous le nom de langue romano-provençale, Maffre-Capin, Paris, 1841.
- « Coutumes et privilèges de La Française, autrefois ville murée du diocèse et sénéchaussée de Quercy, aujourd'hui chef-lieu de canton du département de Tarn-et-Garonne », dans Mémoires de la Société royale des antiquaires de France, xvie vol., 1842.
- Histoire politique, religieuse et littéraire du Midi de la France depuis les temps les plus reculés jusqu’à nos jours, 4 vol., 1841-1844 ; 2e éd. sous le même titre, Maffre-Capin, Paris, 1842-1845.
- Le Languedoc ancien et moderne, illustré par J. Gigoux, O. Penguilly, T. Johannot, A. Leleux, Marvy, Castelli et Soulié, W. Coquebert, Paris, 1846.
- Rome ancienne depuis sa fondation jusqu’à la chute de l’Empire, Furne, Paris, 1853.
- Rome depuis l’établissement du christianisme jusqu’à nos jours, Furne et compagnie, Paris, 1853 ; rééd. 1880.
- Rome, ancienne et moderne, depuis sa fondation jusqu’à nos jours, Furne, Paris, 1854 ; rééd. 1857.
- Histoire d’un livre, Parmantier, Paris, 1857.
- Histoire illustrée des principales villes du Rouergue, 1859.
- Mœurs et coutumes de la vieille France Édouard Dentu, Paris, 1859.
- Mille ans de guerre entre Rome et les Papes, É. Dentu, Paris, 1860.
- Pasquin et Marforio : histoire satirique des Papes, Édouard Dentu, Paris, 1861 ; 2e éd. sous la titre Pasquin et Marforio : les bouches de marbre de Rome, A. Lacroix, Paris, 1876.
- Histoire d’une ville protestante [Montauban], Amyot, Paris, 1862.
- La Peste de Marseille, Michel-Lévy frères, Paris, 1863 (rééd. en 1878, 1880, 2020 Cressé, Éd. des Régionalismes, (ISBN 978-2-8240-1046-5) ).
- Célébrités provençales. Moustier, l'échevin de Marseille, Paris, A. Gueidon, 1863.
- Le maréchal de Richelieu et Mme de Saint-Vincent, Didier, Paris, 1863 ; rééd. 1865.
- Histoire d'Espagne depuis les premiers temps jusqu'à nos jours, Furne et cie, Paris, 1865.
- La France ancienne et moderne, Morizot, Paris, 1865.
- La Peinture, hommage à la mémoire d'Ingres, Montauban, Forestié neveu, 1867.
- Histoire littéraire du Midi de La France, C. Reinwald, Paris, 1882.
- Cinquante ans de vie littéraire, Calmann Lévy, coll. « Bibliothèque contemporaine » Paris, 1882.

### Édition de textes médiévaux
- Le Roman de Jaufré, Pillet fils, Paris, 1855
- Les Aventures du chevalier Jaufre et de la belle Brunissende, Librairie Nouvelle, Paris, 1856 (réédition en 1876) ; traduction-adaptation d’après le Roman de Jaufré ; illustré de 20 gravures sur bois d’après Gustave Doré[4].
- Fiér-a-bras, légende nationale, Librairie nouvelle, Paris, 1857 (adaptation de Fierabras)
- « Le Roman de Gérard de Roussillon », dans la Revue de Toulouse ; publié à part : Toulouse, A. Chauvin, 1858 (traduction de la chanson de geste consacrée à Girart de Roussillon).
- La Dame de Bourbon, A. Bourdilliat, Paris, 1860 (traduction-adaptation de la première partie de Flamenca)
- La croisade contre les Albigeois. Epopée nationale, Librairie internationale, Paris, 1868 (présentation et traduction de la Chanson de la croisade contre les Albigeois.)

### Romans et récits
- La Jolie Royaliste, 1836.
- Bertrand de Born, A. Dupont, 1839, roman historique consacré au troubadour ; repris en feuilleton dans l’hebdomadaire Le Journal du Dimanche en 1865[5].
- Jonas dans la baleine, roman comique, , E. Proux, Paris, 1846.
- Le Coureur des montagnes, Calmann Lévy, Paris, 1878 (réunit Dans les Pyrénées et La guerre au couteau.)

### Théâtre
- Le Maréchal de Montluc, drame en trois actes et en vers, Gabriel Roux et Olivier Cassanet, Paris, 1842 (créée à l’Odéon le 12 février 1842)
- Le Chevalier de Pomponne, comédie en trois actes et en vers, C. Tresse, 1845 (créée à Paris, Odéon, 15 mars 1845)
- L’Oncle de Normandie, comédie en trois actes et en vers, Tresse, Paris, 1846 (créée à Paris, Odéon, 3 mars 1846).
- La Course au mariage, comédie en 1 acte et en vers, Forestié neveu, Montauban 1856 (créée au Théâtre de Montauban, 4 décembre 1856)
- La Belle-sœur, comédie en 3 actes, en vers, Calmann Lévy, Paris, 1878 (créée à Paris, Troisième théâtre-français, 26 mars 1878)
- Le Roman d'un méridional, comédie en 3 actes, Tresse, Paris, 1879 (créée à Paris, Troisième théâtre-français, 26 janvier 1879)

### Poésie
- Silvio ou le Boudoir, P. Baudoin, Paris, 1835.
- Fleurs du Midi. Mes primevères, Librairie internationale, Paris, 1869 ; rééd. Édouard Dentu, Paris, 1884.